# 釋演法
釋演法（スーエンファー、? -）、俗名は、李在全であり、中国四川省綿竹市で申年生まれである。現在は、中国四川省昭覺寺の住職を勤めている。

## 略歴
釋演法（スーエンファー）は、1981年1月に中国山西省五台山殊像寺の常潤法師によって、剃髪され、出家した。同年の2月に五台山の的廣宗寺で戒律を受け、1984年に釈清定に仏法を学び、彼の侍者となった。それ以降清定に付き従い、漢地で仏法を広めた。長く清定と共におり、多くの仏法の心要を学んだ。
1985年、演法と清定は、四川省住成都市石經寺の道場に戻り、1998年に擔任昭覺寺の監院に就任し、管理委員会の副主任を勤めた。2000年8月、康定縣の南無寺で大吉活佛より伝法され、金剛上師の地位を獲得した。2003年4月に中国四川省成都市石經寺で能海の弟子である釈万法から臨済宗47代目の和尚の地位を与えられ、能海の第3代弟子のうちでも高い位についた。
1993年の夏、演法は、昭覺寺の住持である清定上師と一緒に成都市新華西路にある駐在所にH.H.ドルジェチャン仏第三世に拝謁した。清定が1999年に円寂した後、演法は、成都昭覺寺住持に任命され、2004年12月23日、四川省成都市昭覺寺で升座法会およびセレモニーが行われ、演法は、第18代目の方丈となった。

## 法承

### 師
- 釋清定

## 職歴
- 中国仏教協会理事
- 四川省仏教協会副秘書長
- 成都市佛教協会副會長
- 成都市政協委員